# Йохан Георг Хаман
Йохан Георг Хаман (на немски: Johann Georg Hamann) е германски философ и богослов.

## Биография
Роден е на 27 август 1730 г. в Кьонигсберг, Източна Прусия. Учи богословие в Кьонигсбергския университет, след което работи като чиновник, но се занимава активно с философия и превежда автори като Дейвид Хюм. Един от ранните представители на антирационалистичното Контрапросвещение, той оказва силно влияние върху редица германски философи, като студента му Йохан Готфрид фон Хердер, върху Романтизма и движението „Буря и натиск“.
Йохан Георг Хаман умира на 21 юни 1788 година в Мюнстер.

## За него
- Georg Baudler, Im Worte sehen. Das Sprachdenken Johann Georg Hamanns, Bonn, 1970
- Oswald Bayer, Zeitgenosse im Widerspruch. Johann Georg Hamann als radikaler Aufklärer, Munich, 1988
- Karl Carvacchi, Biographische Erinnerungen an Johann Georg Hamann, den Magus in Norden, Regensberg, Münster, 1855
- Gerhard Nebel, Hamann, Stuttgart, 1973
- Pierre Klossowski, Les Méditations bibliques de Hamann, avec une étude de Hegel, Éditions de Minuit, 1948
- Isaiah Berlin, La Mage du Nord, critique des lumières. J.G. Hamann 1730-1788., PUF, 1997 ISBN 978-2130488934
- Henry Corbin, Hamann philosophe du luthéranisme, Berg, 1985 ISBN 978-2900269381